# Área rural de Curitiba
Curitiba, a capital do estado brasileiro do Paraná, não possui uma zona ou área rural desde a implantação do plano diretor municipal do ano de 2000 (Lei n° 9.800), que considerou todo o território da cidade como zona urbana.
Até 2000, a cidade possuía uma "Zona Agrícola", que cobria, por exemplo, o bairro Ganchinho, o qual tinha ainda, em 2005, chácaras e casas com grandes terrenos próximas da área de proteção ambiental (APA) do Rio Iguaçu.
No ano de 2009, a prefeitura municipal, através da Secretaria Municipal do Abastecimento (criada em 1991), lançou os resultados de um estudo de 2008 para criar programas de incentivo à agricultura urbana na cidade, com o fim de levar para produtores remanescentes urbanos o acesso aos mesmos benefícios de produtores fora do perímetro urbano, como o crédito rural. Uma das alternativas estudadas era também a redução do IPTU (Imposto sobre a Propriedade Predial e Territorial Urbana).
Apesar da zona rural oficialmente extinta, a capital paranaense abrigava, em 2009, cerca de 275 propriedades rurais,  que ocupavam cerca de 3% da área da cidade (1620 km²), o que seria equivalente a onze parques Barigui. Dos 75 bairros da cidade, 23 possuíam áreas rurais, sendo uma distribuição bem dispersa. O bairro de Umbará concentrava então 38 propriedades, com cultivo de hortaliças e lavoura de milho, feijão e mandioca. Outros bairros com paisagens agrícolas, mais próximos do Centro, eram São Lourenço e Campo Comprido.
Curitiba tinha, em 2009, cerca de 2 mil animais, como caprinos, gado, equinos e ovinos, bem como piscicultura.